# MOSFET de porta flotant

Vista de secció d'un transistor de porta flotant.

El MOSFET de porta flotant (amb acrònim anglès FGMOS), també conegut com a transistor MOS de porta flotant o transistor de porta flotant, és un tipus de transistor d'efecte de camp d'òxid de metall i semiconductor (MOSFET) on la porta està aïllada elèctricament, creant un node flotant en corrent continu.

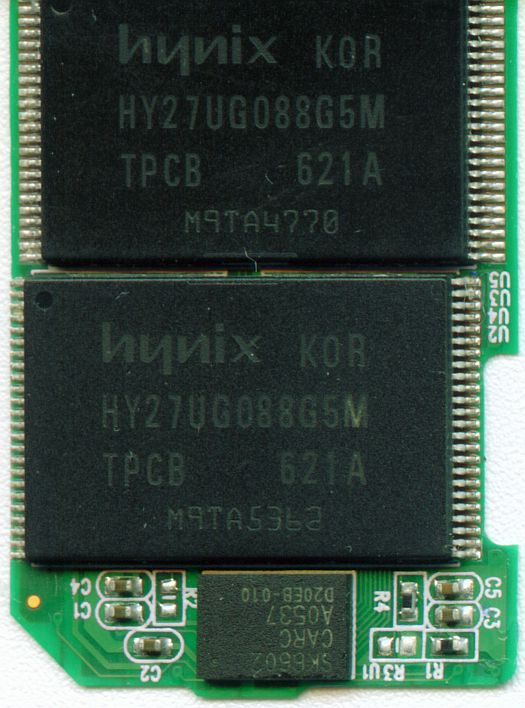
Targeta SD-flash feta per extreMEmory. Especial és l'existència de dos xips de memòria que poden duplicar la relació d'escriptura quan s'accedeix en paral·lel.

El primer MOSFET va ser inventat per Mohamed Atalla i Dawon Kahng als Bell Labs el 1959, i presentat el 1960. El primer informe d'un FGMOS va ser fet posteriorment per Dawon Kahng i Simon Min Sze als laboratoris Bell, i data de 1967. La primera aplicació pràctica de FGMOS va ser les cèl·lules de memòria de porta flotant, que Kahng i Sze van proposar que es podrien utilitzar per produir ROM reprogramable (memoria de només lectura). Les aplicacions inicials de FGMOS van ser la memòria digital de semiconductors, per emmagatzemar dades no volàtils en EPROM, EEPROM i memòria flash.
Físicament, una sèrie de portes o entrades secundàries es dipositen per sobre de la porta flotant (FG) i s'aïllen elèctricament d'ella. Aquestes entrades només estan connectades de manera capacitiva al FG. Atès que el FG està envoltat de material altament resistent, la càrrega continguda en ell roman inalterada durant llargs períodes, avui dia normalment més de 10 anys. Normalment s'utilitzen mecanismes de túnel Fowler-Nordheim i d'injecció de portadors calents per modificar la quantitat de càrrega emmagatzemada al FG.
El FGMOS s'utilitza habitualment com a cèl·lula de memòria de porta flotant, l'element d'emmagatzematge digital en tecnologies EPROM, EEPROM i memòria flash. Altres usos del FGMOS inclouen un element computacional neuronal en xarxes neuronals, element d'emmagatzematge analògic, potenciòmetres digitals i DAC d'un sol transistor.
L'HCI (Injecció de portadors calents) és la base de funcionament d'aquesta tecnologia de memòria no volàtil com les cèl·lules EPROM. La memòria flash NOR aprofita el principi d'injecció de portadors calents injectant portadors deliberadament a través de l'òxid de la porta per carregar la porta flotant. Aquesta càrrega altera la tensió llindar del transistor MOS per representar un estat lògic "0". Una porta flotant sense càrrega representa un estat "1". Esborrar la cèl·lula de memòria Flash NOR elimina la càrrega emmagatzemada mitjançant el procés de túnel de Fowler-Nordheim.